# Spumante
Spumante ist italienischer Schaumwein. Die beiden gesetzlich vorgeschriebenen EG-Bezeichnungen sind „Italienischer Schaumwein“ und „Italienischer Qualitätsschaumwein“. Die Bezeichnung „DOC“ (Denominazione di origine controllata) gibt an, dass er aus einem bestimmten Anbaugebiet stammt.
Spumante wurde ursprünglich im Gegensatz zum Frizzante in der klassischen Methode der Flaschengärung hergestellt. Inzwischen gibt es aber auch flaschenvergorenen Frizzante.